# 五藤光学研究所
株式会社五藤光学研究所（ごとうこうがくけんきゅうしょ、GOTO INC ）は、プラネタリウム、大型映像投影機および天体望遠鏡の製造会社。主力商品のプラネタリウムにおいて世界シェアの約40%、国内シェアの約66％を占めるトップメーカーである。プラネタリウム、アストロビジョンやウルトラ70など大型映像投影機用の映像作品も制作している。
過去には個人用の天体望遠鏡、観測機器も製造していたが現在は撤退している。

## 主な事業所
- 本社事業所
- 運営支援：以下の施設の運営をしている[2]。

現在（2024年11月確認）
- PFI事業：仙台市天文台
- 指定管理運営：盛岡市子ども科学館
- 指定管理運営：福井市自然史博物館分館（セーレンプラネット、ハピリン内） - 福井テレビジョン放送の子会社の福井テレビ開発と共同運営
- 指定管理運営：府中市郷土の森博物館
- 指定管理運営：さいたま市宇宙劇場(JACK大宮)
- プラネタリウム業務委託：北九州市科学館（スペースLABO）

過去
- 新潟県立自然科学館・プラネタリウム室（2007年度から2009年度まで）

※ 直営はなし。かつては東急百貨店町田店屋上にあった町田スターホールの運営を直営で行っていたが、2008年3月に閉館した。

## 主な事業
- 精密光学機器の研究開発
- プラネタリウムの開発・製作・販売
- 「バーチャリウム」など大型映像機器のシステムインテグレーション及びソフトウエアの開発・販売
- 展示会・博覧会用の投影ドーム用映像作品の製作
- 天体望遠鏡など光学機器の開発・製作・販売
- プラネタリウム、大型投影機用映像作品の開発・製作・販売
- プラネタリウム施設の運営支援
- プラネタリウム解説者への研修会の運営
- その他、約款に定める役務

## 沿革
- 1926年 - 五藤斉三により創業
- 1955年 - 法人化
- 1959年 - プラネタリウムを国産化
- 1970年 - 大阪万博に世界初の全天周映画アストロラマを発表
- 1992年 - 傾斜型プラネタリウムヘリオスを発表

## プラネタリウム投影機

### 光学式プラネタリウム
五藤斉三は1929年天文教具としてのプラネタリウムが持つ将来性に注目、1950年頃から専門の工場を開設して製造に着手した。当初はカール・ツァイス型二球式を検討したが当時の技術力では剛性不足による精度低下が懸念されたためモリソン型一球式に切り替え、独自の惑星年周棚機構を考案し1959年に国産初のレンズ投影式プラネタリウムM-1型を完成した。
M-1型は当時800万円とカール・ツァイス製と比して極めて安価であり、しかも従前の中型プラネタリウムでは困難であった南極の空の投影や年周運動を再現できる実用性の高さが支持された。東京国際見本市会場に仮設された10mドームで一般公開されて好評を博し、1960年にはニューヨークで開催された国際見本市にも出品されてアメリカ合衆国で74件の引き合いがあった後にコネチカット州ブリッジポート博物館に納入され、中小企業が海外から高額製品を受注することが珍しかった当時、多くの新聞で報道された。
1960年、2年余の歳月とのべ5400人の人員を投入し、当時日本最大の大型プラネタリウムL-1型が完成、アメリカ合衆国ミズーリ州セントルイスの国際入札において当時プラネタリウムの世界二大メーカーであったカール・ツァイスとスピッツに勝利した。
1965年、惑星棚が恒星球の内側にあり、年周運動と歳差運動の投影が可能なピンホール式小型プラネタリウムS-1型を開発、この後レンズ投影式になったS-3型まで改良され、M型とともに1960年代の主力製品となった。
宇宙開発ブームによって様々な演出が求められるようになってオペレーターの負担が増えたため、1971年からは機械が補助して高度な演出が可能になるオートマットプラネタリウムの開発に入った。最初の製品はGM-AT1型で、神奈川県立青少年センターに納入された。1979年にはより信頼性が高く、新型の補助投影機を持つGM II-ATシステムを開発した。
2017年、クロノスシリーズの後継機種として、光学式プラネタリウム「オルフェウス（ORPHEUS）」を開発。本体のみ（全天周デジタル映像システムなし）でも、全88星座の星座絵を投映可能とした。
ケイロン
対応ドーム径：10-50m
投影方式：1球式、1光源、レンズ投影方式
恒星数：約200,000個、9.5等星まで。
「デジタル制御式恒星シャッター」装備。天の川を微細な恒星の集まりとして表現している。
2007年（平成19年）に鹿児島市立科学館へ納入されたのを皮切りに、仙台市天文台や千葉市科学館などへ納入されている。
ハイブリッドシステム（光学式投影機とデジタル式投影機を組み合わせたシステム）専用機で、デジタル式プラネタリウム「バーチャリウムIIシリーズ」との連動を前提に製作されており、システム・コンピュータコンソールを一体化することで、プラネタリウム操作の一元化を実現している。
ハイブリッドシステムは、五藤光学研究所が2004年に開発、提唱した新しいプラネタリウムシステム。光学式プラネタリウムと、映像を投映する全天周デジタル映像システムを融合させたもの。ドーム径 8ｍから最大 50ｍまで幅広く対応する。ハイブリッド・プラネタリウム（HYBRID PLANETARIUM）は、日本国内における五藤光学研究所の登録商標。
ケイロンII
投影方式：白色LED、星図板12枚
恒星数：1.4億個（米海軍天文台データ）
直径：約70cm
設置場所：多摩六都科学館（西東京市）（2012年設置）、長崎市科学館（2014年3月設置予定）
受賞：2012年10月ギネス「もっとも先進的」認定。
スーパーヘリオス
対応ドーム径：18-50m
投映方式:2球式、2光源、レンズ投映方式
恒星数：約130,000個、9等星まで。
「デジタル制御式恒星シャッター」装備。恒星電球から恒星原板への光路に光ファイバーを使用し、従来機種よりも強く輝く星空を実現している。ハイブリッドシステム対応。
日本では横浜こども科学館、愛媛県総合科学博物館、郡山市ふれあい科学館に納入されており、また海外では中国・北京の中国国立科学技術館に納入されている。
スーパーウラヌス
対応ドーム径：12-20m
投映方式:2球式、2光源、レンズ投映方式
恒星数：約38,000個、7.9等星まで。
スーパーヘリオスの小型版。恒星電球から恒星原板への光路に光ファイバーを使用。ハイブリッドシステム対応。
GSSクロノス
対応ドーム径8-12m
投影方式：2光源、2球式、レンズ投影方式
恒星数：約8,500個、6.5等星まで。
小-中径ドーム向けモリソン型。恒星電球から恒星原板への光路に光ファイバーを使用。ハイブリッドシステム対応。
なお、『GSS』は『Goto Space Simulator』の略である。
GS-AT
対応ドーム径：7.5-8.5m
投影方式：2光源、2球式、レンズ投影方式
小径ドーム向けモリソン型。自動演出が可能。
GEII
対応ドーム径：5.5～6.5m
投影方式：2光源、2球式、レンズ投影方式
小径ドーム向けモリソン型。
E-5
対応ドーム径：4～5m
投影方式：1光源、1球式、ピンホール式。
恒星数：約750個、5等星まで。
学校学習用の廉価版。
NEX
対応ドーム径：3～5m
投影方式：1光源、1球式、ピンホール式。
恒星数：約1,000個、4.5等星まで。
パーソナルコンピュータに接続可能なポータブル機。本体価格42万円と、個人でも手が届く価格を実現。
オルフェウス
対応ドーム径：8～16m、水平ドーム・傾斜ドームに対応、オプションで21mまで対応可
投影方式：高輝度LED光源、電球交換不要
恒星数：約9,500個、6.55等星まで。
直径：48cm（従来機GXの約半分）
単独調光できる天の川は、約800万個の恒星で再現し、56の星雲星団を忠実に再現

### デジタル式プラネタリウム
グラフィックス・ワークステーションとビデオプロジェクタを使用したコンピュータグラフィックスでバーチャルリアリティ的空間を体感できるシステムで、1996年に開発された。
バーチャリウムII
フルカラーで、ドーム内にプラネタリウムをはじめとした各種映像を投映するシステム。ドームの規模や投映目的に合わせて、さまざまなバリエーションが存在する。また、立体視システムにも対応している。

## 受注業務
- 特殊光学機材の開発、販売
- プラネタリウム機器の改修工事
- プラネタリウムドームの改修工事（自社製）

## 天体望遠鏡
かつては小型システム赤道儀マークXやポータブル赤道儀スカイグラフなど個人用の天体望遠鏡、観測機器も製造していたが、現在は撤退している。なお天体望遠鏡と関連機器の製造・販売･メンテナンスなどの業務は、2012年に設立された子会社の五藤テレスコープに移管され継続されている。
- 20cmクーデ式望遠鏡
- 45cmカセグレン式望遠鏡
- 60cmを超える望遠鏡についても受注製造している。
- トヨタ・ハイエースなどの車をベースとした天体観測車の開発を行う。